# 蘇茂
蘇 茂（そ ぼう、? - 29年）は、中国の新代から後漢時代初期の武将。兗州陳留郡の人。

## 事跡
| 姓名           | 蘇茂                            |
| 時代           | 新代 - 後漢時代                 |
| 生没年         | 生年不詳 - 29年（建武5年）      |
| 字・別号       | 〔不詳〕                        |
| 本貫・出身地等 | 兗州陳留郡                      |
| 職官           | 討難将軍〔更始〕→大司馬〔劉永〕 |
| 爵位・号等     | 淮陽王〔劉永〕                  |
| 陣営・所属等   | 更始帝→光武帝 →劉永 →劉紆→張歩  |
| 家族・一族     | 〔不詳〕                        |

### 更始政権での事跡
最初は更始帝に仕え、後に一時は光武帝に仕えたが、まもなく劉永配下となった。『後漢書』では伝は立てられていないが、優れた軍事能力を持った武将である。
更始帝の下では討難将軍として仕え、更始3年（25年）1月に劉嬰（孺子嬰）・方望・弓林らが臨涇（安定郡）で挙兵すると、蘇茂は丞相李松と共にこれを鎮圧した。その後、洛陽を守備する左大司馬朱鮪に帰属し、将軍の賈彊と共に温（河内郡）で劉秀の部将の馮異・寇恂と交戦した。しかし、賈彊が戦死する大敗を喫し、蘇茂は洛陽へ退却している。同年9月、朱鮪が洛陽を開城して光武帝に降伏すると、蘇茂もこれに従った。

### 離反して劉永配下へ
建武2年（26年）4月、蘇茂は劉秀の部将の蓋延と共に梁王劉永の討伐に従軍した。しかし、蘇茂は蓋延との仲が悪く、ついに淮陽太守潘蹇を殺害して劉永に寝返っている。劉永は、蘇茂を大司馬に任命し、淮陽王に封じた。
同年8月、漢軍の討伐を受けて譙（沛郡）に逃げ込んだ劉永を救援するために、蘇茂は同僚の周建・佼彊と共に駆けつけたが、漢軍の蓋延に敗北し、蘇茂は広楽城（梁郡虞県）へ退却する。翌建武3年（27年）4月、蘇茂は漢軍の大司馬呉漢の攻撃を受け、周建の救援を受けたものの敗北し、2人で湖陵（山陽郡）に退却した。このとき、漢軍に占領されていた劉永の旧本拠地睢陽（梁郡）が劉永に再び付いたため、周建と蘇茂は劉永を守って睢陽に移る。しかし、蓋延に包囲されて糧食が尽き、劉永・周建・蘇茂は脱出して酇（沛郡）へ逃れたが、劉永は部下に殺されてしまった。
周建と蘇茂は、劉永の子の劉紆を垂恵聚（沛郡山桑県）で梁王に擁立し、漢軍への抵抗を継続する。建武4年（28年）7月、漢軍の馬武・王覇に垂恵聚を包囲され、周建・蘇茂はこれを迎撃したが敗北し、蘇茂は下邳郡へ逃れて董憲と合流した。建武5年（29年）3月、漢の将軍龐萌が反逆した際には、蘇茂は董憲・佼彊と共にこれを救援して桃城（東平郡任城県）を囲むなどの攻勢に出たが、光武帝軍の攻撃を受けて敗退している。

### 盟友に暗殺される
同年8月、劉紆も戦死したことから、蘇茂は斉王張歩を救援するために、その本拠地の劇（北海郡）へ向かった。ところが張歩は、蘇茂が到着する前に後漢の耿弇に攻撃を仕掛けて大敗し、さらに光武帝軍の進軍も受け、劇を放棄して平寿（北海郡）へ逃げ込む。駆けつけた蘇茂は、我を待つことが出来なかったのかと責め、張歩は恥じ入った。
そこへ光武帝は、蘇茂と張歩にそれぞれ使者を派遣し、相方を斬って降れば列侯に封じると告げた。すると、張歩は蘇茂を斬り、その首級を持って光武帝に降った。

### 蘇茂の実力
史書を読む限り、蘇茂は敗戦の記述が多いが、これは漢軍と劉永父子の軍との力量差を考えれば、止むを得ないところがある。なお、最終的には勝利したとはいえ、垂恵聚で蘇茂と対陣した漢の将軍王覇も、蘇茂の軍を精鋭と評価し、あわせて蘇茂の用兵に十分な警戒を払っている。
加えて、蘇茂は敗戦を重ねながらも自軍を再起不能の状態にはしておらず、劉永父子に味方する諸将を何度も救援しているところから見ても、その軍事的才能の確かさが窺えよう。